# The Dark Side of the Chant
The Dark Side of the Chant es el álbum que la banda alemana Gregorian grabó  en 2010. Incluye canciones que originalmente fueron compuestas por artistas que van desde AC/DC y la banda holandesa Within Temptation hasta su propio trabajo.

## Lista de canciones
| N.º | Título                | Duración |  |
| 1.  | «O Fortuna»           | 4:21     |  |
| 2.  | «Stripped»            | 4:09     |  |
| 3.  | «All I Need»          | 5:40     |  |
| 4.  | «Hell's Bells»        | 5:42     |  |
| 5.  | «Born To Feel Alive»  | 4:25     |  |
| 6.  | «Morning Dew»         | 5:17     |  |
| 7.  | «My Heart is Burning» | 6:59     |  |
| 8.  | «Bring Me To Life»    | 5:31     |  |
| 9.  | «Dark Side»           | 5:04     |  |
| 10. | «Frozen»              | 6:07     |  |
| 11. | «Black Wings»         | 4:18     |  |
| 12. | «Lucifer»             | 4:40     |  |
| 13. | «Dark Angel»          | 4:06     |  |